# Лихоборы (станция)
Лихобо́ры — узловая железнодорожная станция Малого кольца Московской железной дороги в Москве. Входит в Московско-Курский центр организации работы железнодорожных станций ДЦС-1 Московской дирекции управления движением. По основному применению является участковой, по объёму работы отнесена ко 2 классу. Название получила от деревни Лихоборы. При запуске МЦК на территории исторической станции МОЖД Лихоборы была открыта станция МЦК Коптево.

## История станции
Первая и главная станция Малого кольца построена в период с 1902 по 1908 год по эксклюзивному проекту профессора Императорской Академии художеств А. Н. Померанцева, открыта 2 августа 1908 года.
В начале XX века станция находилась на самой окраине Москвы, вблизи Петровской земледельческой академии и усадьбы «Михалково», известной своими каскадными прудами. Ныне располагается в тени исполинских вековых деревьев у границы районов Коптево и Головинский, между проездом Черепановых и Пакгаузным шоссе. Над западной горловиной станции проходит путепровод Михалковской улицы и Онежской улицы.

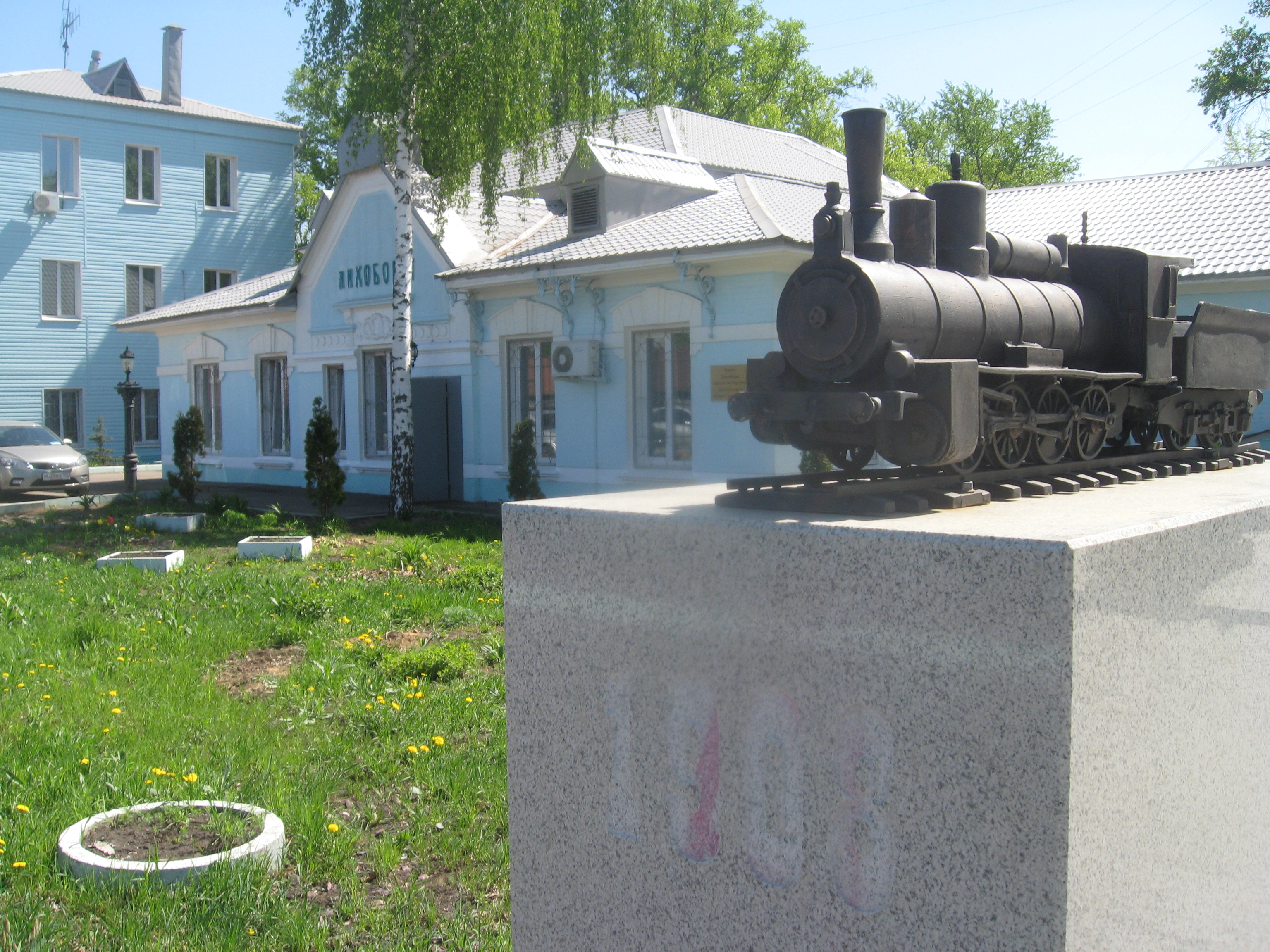
Стела к 100-летию Малого кольца на станции Лихоборы

Станция проектировалась как центральная на Московской окружной железной дороге. В 1900-х годах здесь был построен большой комплекс сооружений — пассажирский вокзал (прекрасно сохранился и реставрирован), мастерские для ремонта паровозов и вагонов (ныне — депо Лихоборы-Окружные), нефтекачка, кузница, дома управляющего дорогой и машинистов и другие пристанционные сооружения, большинство из которых, утратив былое назначение, дошли до нас ценными архитектурными экспонатами. На искусственном холме была возведена 30-метровая водосборная башня, такие были нужны при паровозной тяге. Освещалась станция распылённым газом по системе инженера Кржеминского.

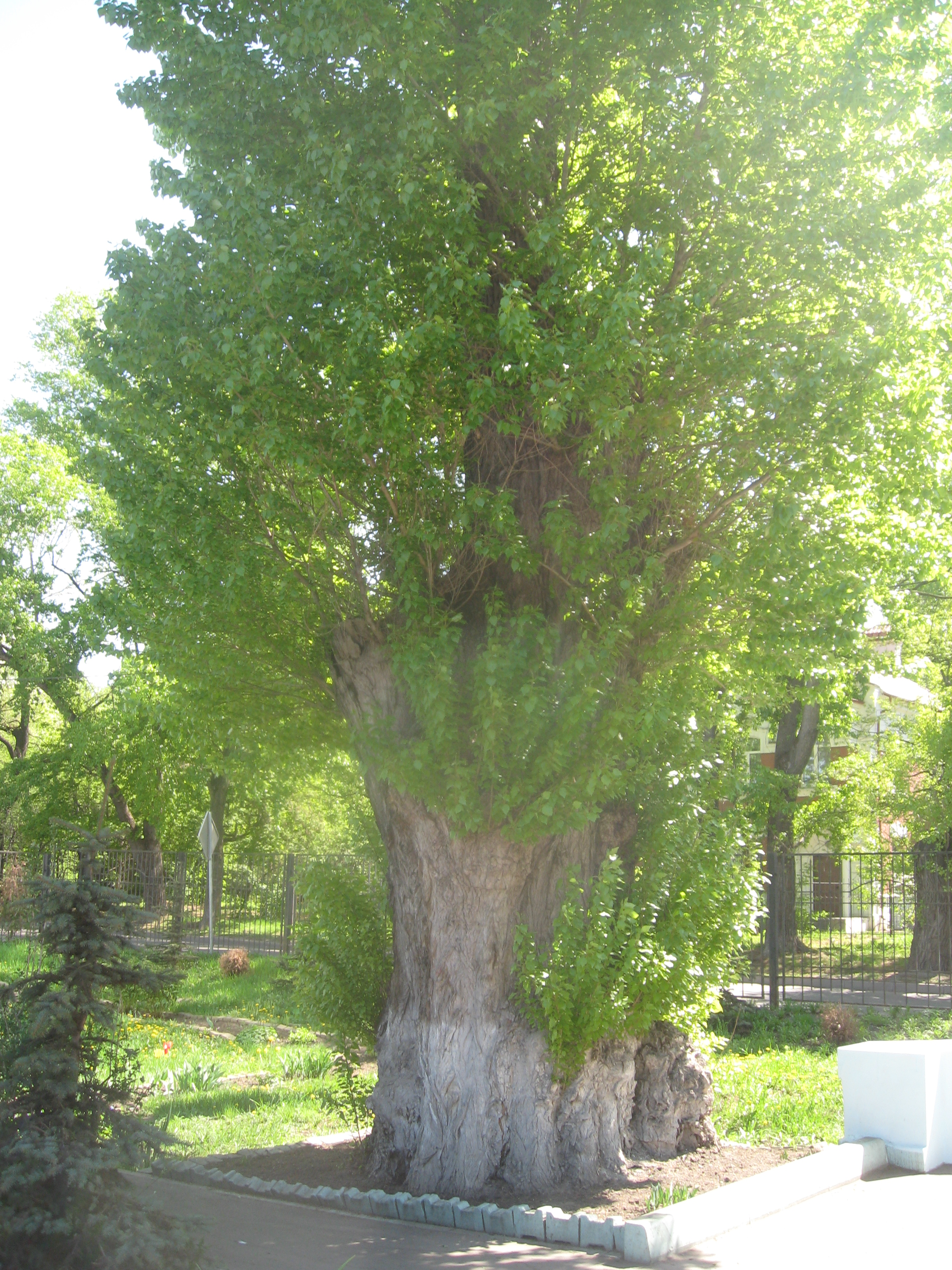
200-летний тополь на станции Лихоборы

На фасаде бывшего дома начальника участка тяги (до 2010 года здесь размещалась отделенческая детская поликлиника) в нише между двух окон сохранился символ мудрости — барельеф совы. В 2008 году в честь 100-летия со дня открытия станции Лихоборы на перроне была сооружена памятная стела, на постаменте — декоративные паровозики. У здания вокзала — двухвековой тополь (возраст подтверждён радиоуглеродным анализом), свидетель наполеоновского нашествия, к столетнему юбилею станции едва не был вырублен, сохранён по личному указанию тогдашнего начальника МЖД Владимира Старостенко. В начале 2012 года снесена часть веерного паровозного депо «Лихоборы» (Михалковская улица, 59).
2 мая 2014 года станция была закрыта для всей грузовой работы по параграфу 3 Тарифного руководства № 4. Открыта по знаку «X» (грузовые и пассажирские операции не производятся). Код ЕСР сменён с 198809 на 198813.

### Современное местоположение
От восточной горловины станции отходят две соединительных ветви (ветви № 2 и 2а) на станцию Ховрино главного хода Октябрьской железной дороги (Ленинградского направления), пересекающего МК МЖД в востоку от Лихобор, то есть станция является передаточной между Московской и Октябрьской железными дорогами (формально, междудорожной станцией является только Ховрино). Ветвь № 2 действует, ветвь № 2а была заброшена и отсоединена и от Ховрино, и от Малого кольца, в 2016 восстановлена. Кроме того, от станции на север отходит куст подъездных путей, пересекающих 2-й и 3-й Лихачёвский переулки (не используются с 2013 года, в основном разобраны).
Близ станции Лихоборы — локомотивное депо Лихоборы-Окружные, обслуживающее всё Малое кольцо МЖД, а также направления на Серпухов и на Вековку.
Станция Лихоборы — наиболее удалённая от метро из всех существующих станций Малого кольца. Расстояние до ближайших станций метрополитена — «Петровско-Разумовская», «Тимирязевская», «Войковская», «Водный стадион» — от 3 до 5 километров.

## Путевое хозяйство и управление
В 2011 году станция Лихоборы насчитывала 15 путей общей протяжённостью около 9 километров, стрелочных переводов — 83. Стрелки постепенно заменяются и укладываются на бетон. Обслуживает станцию коллектив из 40 железнодорожников: десять дежурных по станции, приёмосдатчики груза и багажа, составители поездов, операторы станционно-технологического центра по обработке информации, сигналисты, операторы поста электроцентрализации, согласно требованиям безопасности в штате есть и начальник штаба гражданской обороны.
В рамках реконструкции Малого кольца МЖД и подготовки к открытию пассажирского движения по нему, весной 2011 года на станции Лихоборы была начата геодезическая съёмка, подготовка к строительству контактной сети и третьего главного пути.
После реконструкции станция была продлена на юго-запад и состоит из двух парков:
- Чётный парк Лихоборы — историческая часть. В чётном парке станции производится смена направления движения пассажирских поездов, проходящих транзитом через Москву. Используется в качестве технической станции, посадка и высадка пассажиров на станции не производится. Ближайшая станция посадки/высадки пассажиров - Черкизово (Восточный вокзал). Во время смены направления движения поездов производится технический осмотр пассажирских вагонов.
- Нечётный парк Братцево — на месте бывшей станции Братцево, в этом парке кроме трёх главных путей сооружены 7 путей для отстоя электропоездов.

В границах станции находятся три остановочных пункта МЦК:
- одноимённый Лихоборы — в северо-восточной горловине станции, у путепроводов над Главным ходом Октябрьской ЖД.
- Коптево — в юго-восточной горловине чётного парка Лихоборы, вблизи депо
- Балтийская — в нечётном парке Братцево